# Flagge des Jemen
Die Flagge des Jemen wurde anlässlich der Wiedervereinigung von Nord- und Südjemen am 22. Mai 1990 offiziell eingeführt. Trotz der de-facto erneuten Teilung des Landes (in eine Huthi-geführte "Rebellen"-Regierung im Norden und eine international anerkannte "Gegenregierung" im Süden) halten beide Seiten an der gemeinsamen jemenitischen Flagge fest.

## Beschreibung
Die Nationalflagge des Jemen besteht aus drei gleich großen horizontalen Streifen: oben rot, in der Mitte weiß und unten schwarz. Dies sind die panarabischen Farben. Das Rot wird näherungsweise im Pantone-Farbsystem mit 032 c beziehungsweise im CMYK-Farbsystem mit 0-90-85-0 angegeben.

## Geschichte

### Südjemen
Im 19. Jahrhundert gelangten die arabischen Staaten im Süden des heutigen Jemens unter britischen Einfluss. 1959 bildete der östliche Teil das Protektorat von Südarabien, der westliche Teil die Föderation der Arabischen Emirate des Südens, später die Südarabische Föderation.
Das britische Protektorat der Südarabischen Föderation erklärte zusammen mit dem Protektorat von Südarabien am 30. November 1967 seine Unabhängigkeit und führte als Demokratische Volksrepublik Jemen eine eigene Trikolore ein, die an der Mastseite ein hellblaues Dreieck mit einem roten Stern zeigte. Das blaue Dreieck wich von der üblichen panarabischen Farbgebung in einem für arabische Staaten einmaligen Maße deutlich ab.
Die Vergangenheit der tyrannischen, kolonialen und feudalen Herrscher symbolisierte der schwarze Streifen, Weiß stand für Frieden und Rot für die Revolution. Das hellblaue Dreieck sollte das Volk symbolisieren, das von der Nationalen Befreiungsfront geführt wird, dem roten Stern. Diese verwendete eine rot-weiß-schwarze Trikolore, von der sich die Nationalflagge des Südjemens ableitete, die aber selbst die gleich aussehende Arabische Befreiungsfahne von 1952 als Vorbild hatte.

Mahra, Protektorat von Südarabien
Kathiri, Protektorat von Südarabien
Qu'aiti, Protektorat von Südarabien
Südarabische Föderation, 1959 bis 1967
2:3   Demokratische Volksrepublik Jemen (Südjemen) 1967 bis 1990 und Demokratische Republik Jemen 1994

Die Flagge der ehemaligen Demokratischen Volksrepublik Jemen wurde von südjemenitischen Separatisten während eines erneuten Abspaltungsversuches 1994 kurzzeitig nochmals verwendet und ist seit etwa 2017 wieder die Flagge der Südjemenitischen Unabhängigkeitsbewegung.

### Nordjemen
Das Königreich Jemen (Nordjemen) erlangte 1911 seine Unabhängigkeit vom Osmanischen Reich. Zwischen 1918 und 1923 führte das Königreich, so wie viele andere arabischen Staaten eine rote Flagge. 1923 wurde die Schahāda in weißer Schrift hinzugefügt. Von 1927 bis 1962 führte das Königreich Jemen eine rote Flagge mit weißem Schwert und fünf weißen Sternen. 1958 ging das Königreich eine Konföderation mit der Vereinigten Arabischen Republik ein. Die so genannten Vereinigten Arabischen Staaten (bis 1961) hatten keine eigene Flagge, aber mit der Umwandlung des Königreichs in die Jemenitische Arabische Republik wurde 1962 eine der Flagge der Vereinigten Arabischen Republik ähnliche rot-weiß-schwarze Trikolore als Nationalflagge eingeführt, jedoch nur mit einem grünen Stern in der Mitte.
Auch die Flagge des Nordjemens orientierte sich an der Arabischen Befreiungsfahne. Rot stand für den revolutionären Geist des jemenitischen Volkes, Weiß für die Hoffnung auf eine bessere Zukunft und Schwarz erinnerte an die dunkle Vergangenheit. Der Stern stand für Einheit und Unabhängigkeit.

Königreich Jemen, 1918 bis 1923
Königreich Jemen, 1923 bis 1927
1:2  Königreich Jemen, 1927 bis 1962
2:3   Jemenitische Arabische Republik (Nordjemen), 1962
2:3   Jemenitische Arabische Republik (Nordjemen), 1962 bis 1990